# Western Wall: The Tucson Sessions
Albums de Emmylou Harris, Linda Ronstadt
Trio 2
Western Wall: The Tucson Sessions est un album de Linda Ronstadt et Emmylou Harris sorti en 1999 et enregistré en Arizona. Il propose des chansons écrites par Emmylou Harris, qui est aussi l'une des principales guitaristes de l'album, ainsi que des titres écrits par des artistes de l'entourage des chanteuses, notamment Bruce Springsteen, Patti Scialfa, Patty Griffin, Leonard Cohen et Sinéad O'Connor.
À noter également la participation de Neil Young, Anna & Kate McGarrigle aux chœurs.

## Morceaux
1. Loving the Highway Man (Andy Prieboy) 3:30
2. Raise the Dead (Emmylou Harris) 3:18
3. For a Dancer (Jackson Browne) 4:43
4. Western Wall (Rosanne Cash) 4:43
5. 1917 (David Olney) 5:24
6. He Was Mine (Paul Kennerley) 3:19
7. Sweet Spot (Emmylou Harris/Jill Cunniff) 3:34
8. Sisters of Mercy (Leonard Cohen) 3:58
9. Falling Down (Patty Griffin) 3:15
10. Valerie (Patti Scialfa) 4:04
11. This Is to Mother You (Sinéad O'Connor) 3:16
12. All I Left Behind (Emmylou Harris/Kate McGarrigle/Anna McGarrigle) 3:23
13. Across the Border (Bruce Springsteen) 6:20